# 新闻晨报
《新闻晨报》，是中华人民共和国上海市出版的综合性都市报，由新闻报社编辑出版（初由解放日报报业集团主管主办，现由上海报业集团主管主办）。该报于1998年11月试刊，1999年1月1日正式创刊，原名《新闻报·晨刊》，2000年6月1日更名改版。报纸的办报宗旨为“关注天下大事，关注市民生活”，口号为“追求最鲜活最实用的新闻”和“新闻力量优化生活”，读者对象以普通市民为主。
《新闻晨报》日均发行量75万份（2013年），读者面达200万人，是上海地区早间时段发行量最大的日报，也是发行量最大的早报之一，在上海有一定的社会影响。该报的新媒体平台也拥有较多读者，其官方微博、官方微信及客户端受众规模超过3000万，在2016年度《中国报业新媒体影响力排行榜》中，新闻晨报官方微博位居全国都市报新媒体影响力第一。
值得一提的是，《新闻晨报》也是唯一由原《新闻报》系出身且仍在出版的报纸。

## 报头
现在的《新闻晨报》报头启用于2000年。据时任新闻报社社长，现任上海报业集团社长裘新在“2018魔都生活盛典”的描述，当时报社委托广告公司设计报头，其中新闻报三个字是印刷体，而“晨”字则是从唐太宗的字帖里面遴选出来的。

## 历史
《新闻晨报》前身为《新闻报·晨刊》，由解放日报社主管主办，于1998年11月和12月多次试刊，试刊期间为对开大报。1999年1月1日正式创刊，版式也改为四开小报。
2000年6月1日，由于成本过高，发行量低，经新闻出版署批准，《新闻报·晨报》更名为《新闻晨报》，并正式改版。改版后的报纸以“关注天下大事，关注市民生活”为宗旨，以“上班路上看晨报”为宣传，培养起了市民晨间阅读报纸的习惯，慢慢提升了发行量。改版一个月后，发行量由原来的8万增至15.6万。2001年9月11日，该报再次改版，至当年年底，达到了50万的发行量。2002年以后，新闻晨报占尽早报的市场份额，以七十多版的版面，达到了70万份的发行量。2003年1月1日，该报第四次改版，提出“做负责任的新主流媒体”，分新闻叠、生活叠、财经叠、周刊叠四大块，同时推出星期日版。2005年1月1日第五次改版，推出十大周刊，两年后再度改版，推出社区新闻版、环境新闻版。该报的广告创收也连年增长，根据2006年慧聪资料中心的统计数据排名，其广告经营额为上海第一、全国第二（仅次于《广州日报》），位列全国晚报都市报十强。
2006-2007年度，该报获“上海优秀创新媒体”称号，同时被中华全国总工会授予“全国五一劳动奖状”。
2015年3月23日，新闻晨报开通其官方网站，同时融媒体平台升级上线。2016年6月1日，新闻晨报官方客户端“周到上海”上线运营，定位为“生活服务指南平台”。
2022年，该报改为周一至周五出版。
2023年1月1日，该报在新年献词《重启》中表示，该报及旗下周到客户端全面转型，调整目标人群为五十岁以上人群，官方介绍为服务于五十岁以上“新老人”的开放式平台。
2025年1月1日起，《新闻晨报》停办“周到”客户端，改为以微博、微信平台账号为传播主阵地的融媒体。逢文体旅展商活动时，该报将推出特刊，探索针对特定场景定制特刊的新运营模式。

### 社址变迁
《新闻晨报》创刊时，原总部设在黄浦区汉口路300号解放日报大厦。2011年，《新闻晨报》随母报《解放日报》整体迁入闵行区莘庄镇都市路4855号解放大厦。2018年6月26日，《新闻晨报》社址迁回主城区，目前社址位于静安区威海路755号上海报业集团大厦9楼。

## 版面
截至2014年时，《新闻晨报》日均出版50版，最多时一天可出至100多版。现为配合新媒体发展及降低因新闻纸涨价而带来的高额印刷成本，《新闻晨报》一般情况下出版8版。
《新闻晨报》每日固定版面包括要闻、焦点、上海新闻、中国新闻（现为不固定出版）、国际新闻（现为不固定出版）、评论（现改为不固定的“封二”版）、财经新闻（原赢家）、文娱新闻、体育新闻。其中“要闻”、“焦点”版基本上安排在头三版，着重报道发生在本地和外地的重大新闻，同时用一个或大半个“焦点”版对其中与百姓利益息息相关的新闻进行详尽的剖析（有时可达两个版）。此前该报还设有“实用新闻”专版，在版面最上端标明“请关注以下新闻，它可能对您的生活产生影响”，内容涵盖邮政、电信、交通、就业、居家消费等与广大市民生活有关的信息，并发布一些优惠政策、招生等信息；而此前的“新闻闲话”专版配有由该报记者画的相关漫画。
在周刊方面，《新闻晨报》陆续开创了一系列的周刊，有房产周刊（现更名为地产星空，每周五出版，后改为专版）、汽车周刊（现更名为车尚，每周三出版）、人才周刊（每周四出版，已取消）、健康周刊、一周间（已取消）、E数码（现名为3C周刊，每周五出版）、娱乐周刊（每周一出版）、旅游周刊（每周一出版）、申活周刊（每周一出版）、品致周刊（每周五出版）以及星期日周刊。
另外，《新闻晨报》此前还会逢双周附送《晨刊》，内容定位于顶级时尚信息发布，现已停止发行。

## 新媒体平台
《新闻晨报》拥有在全国范围内享有一定影响力的新媒体平台，其微博、微信、客户端受众超过3000万。在微博粉丝方面，上海本地的粉丝仅占30%，外地粉丝占绝大多数，因此该报微博的定位为“全国性的信息发布平台”。而在微信粉丝方面，主要粉丝则来自上海本地，开通初期重在与粉丝的互动和交流以及服务。在2016年度《中国报业新媒体影响力排行榜》中，新闻晨报官方微博位居全国都市报新媒体影响力第一。

## 其他业务
《新闻晨报》另办有《社区晨报》，该报面向当地社区居民发行的报纸，前身为2009年8月试刊的《新闻晨报社区报》。2012年5月正式创刊，改为现名。目前《社区晨报》在上海多个社区发行。
此外，《新闻晨报》还办有面向各领域的企业，如海敏思千瑞进修学校（由上海晨报海敏思教育信息咨询有限公司主办）、电商平台“360宅”、“晨品生活”等。

## 事件
2015年4月21日，《新闻晨报》在其封二版发表《用慈善为赌博张目是丧尽天良》的新闻。报道称，汪峰以参加德州扑克“慈善赛”的名义进行赌博，并称汪峰可能误导孩子走上赌桌、误入歧途。此外，该文中还大量使用“一副君子坦荡荡小人长戚戚的架势”、“以前是‘黄’‘毒’大行其道，这下倒好，汪峰主动出来补齐了‘赌’这个缺”、“抛下私德当赌徒”、“为赌局正名”、“丧尽天良”等诋毁性话语。该文已被新浪网、新浪微博、网易新闻、环球网、人民网、MSN中国、搜狐评论等网站大量转载。汪峰后以名誉权纠纷为由，将新浪、新闻报社诉至北京朝阳法院，要求两被告停止侵权，删除涉诉文章，并连带赔偿其精神、经济等损害赔偿金200万元。12月25日，北京朝阳法院公开宣判，认定被告没有侵犯汪峰名誉权，驳回全部诉求。